# Vebjørn Moen
Vebjørn Moen, född 5 december 1998, är en norsk längdskidåkare som i Ski Classics representerar det svenska teamet Eksjöhus. Han har ett förhållande med den svenska längdskidåkaren Johanna Hagström.

## Biografi
I Ski Classics är Moens specialitet hans sprintförmåga och placerar sig ofta i toppen vid spurtpriserna.